# Lajos Haynald

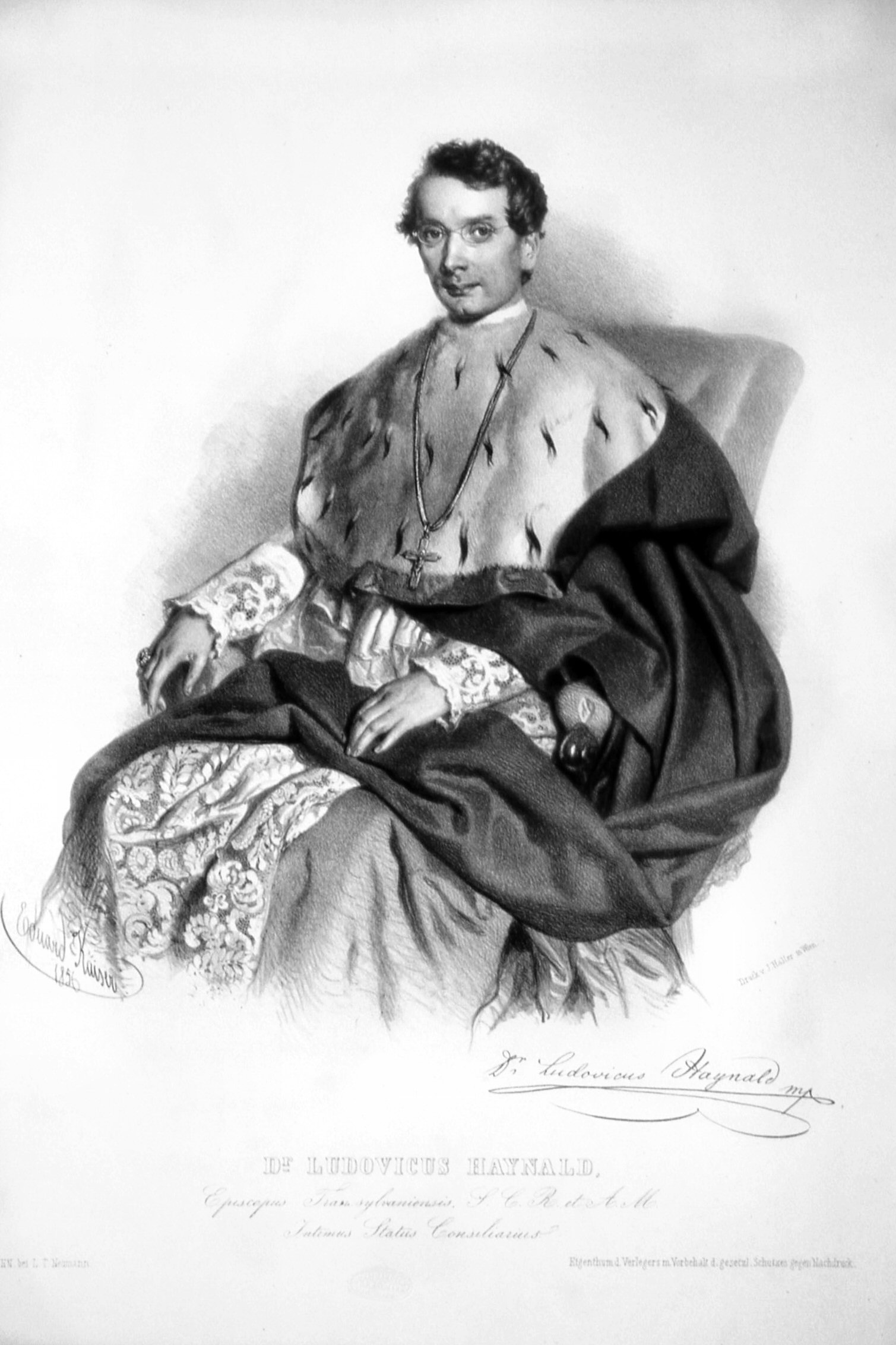
Bischof Dr. Ludovicus Haynald, Lithographie von Eduard Kaiser (1856)

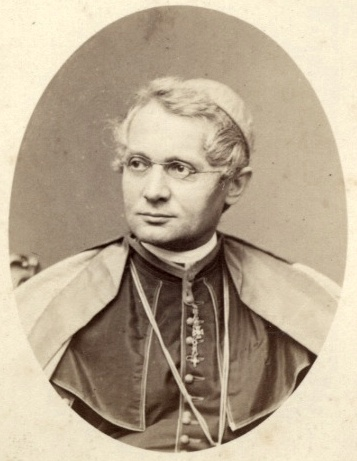
Erzbischof Lajos Haynald (aus einer Fotosammlung der Konzilsteilnehmer 1870)

Lajos Haynald (deutsch Stephan Franz Ludwig von Haynald ; * 3. Oktober 1816 in Szécsény im Komitat Nógrád, Ungarn; † 4. Juli 1891 in Kalocsa) war Erzbischof, Kardinal und Botaniker. Sein offizielles botanisches Autorenkürzel lautet „Haynald“.

## Leben und Wirken
Haynald studierte in Gran, Tyrnau und am Pazmaneum in Wien, wo er 1841 in Theologie promovierte. Die Priesterweihe empfing er am 15. Oktober 1839. Von 1842 bis 1846 war er Professor der Theologie in Gran, beschäftigte sich aber auch lebhaft mit Naturwissenschaft, besonders mit Botanik.
Am 15. März 1852 wurde er zum Koadjutor des Bischofs in Karlsburg bestellt und zum Titularbischof von Hebron ernannt. Die Bischofsweihe spendete ihm am 15. August 1852 der Erzbischof von Esztergom János Scitovszky. Am 15. Oktober 1852 folgte er als Bischof von Transsilvanien und Siebenbürgen nach.
1863 entsagte er seinem Bistum und lebte fortan in Rom, bis er 1867 als Erzbischof von Kalocsa nach Ungarn zurückkehrte. Er war Teilnehmer des Ersten Vatikanischen Konzils (1869–1870). Im Konsistorium vom 12. Mai 1879 erhob Papst Leo XIII. ihn zum Kardinal, worauf ihm im September d. J. als Kardinalpriester die Titelkirche Santa Maria degli Angeli zugewiesen wurde.
Erzbischof Haynald errichtete in Kalocsa ein reichdotiertes Gymnasium der Jesuiten und versah es 1877 mit einer Sternwarte (Haynald-Observatorium).
Sein Herbarium und seine botanische Bibliothek gehörten um 1890 zu den vollständigsten in Europa, auch lieferte er eine wertvolle Arbeit über die Pflanzen der Bibel. Die Deutsche Akademie der Naturforscher Leopoldina ernannte ihn 1867 zu ihrem Mitglied.

## Briefe
- Briefwechsel Clara Schumanns mit Maria und Richard Fellinger, Anna Franz geb. Wittgenstein, Max Kalbeck und anderen Korrespondenten in Österreich, hrsg. von Klaus Martin Kopitz, Anselm Eber und Thomas Synofzik (= Schumann-Briefedition, Serie II, Band 4), Köln 2020, S. 555–559.